# Orrskär, Eckerö
Orrskär med Hamnskär och Segelgrund är en ö strax väster om Finbo i Eckerö på Åland. Den skiljs från Finbo av ett cirka 4 meter brett sund.
Viken mellan Orrskär och Hamnskär är grund och stenig, men erbjuder några goda tilläggsplatser på Orrskärsidan. Orrskärs västra sida stupar brant ner i havet.
Öns area är 46,9 hektar och dess största längd är 1,1 kilometer i sydväst-nordöstlig riktning.